# كويسكيوس
كويسكيوس (بالفرنسية: Coyecques)‏ هي بلدية تقع في إقليم باد كاليه من منطقة نور با دو كاليه في شمال فرنسا. تبلغ مساحة هذه المدينة 13.89 (كم²)، وترتفع عن سطح البحر 48 م، يبلغ عدد سكانها 562 نسمة حسب إحصاء المعهد الوطني للإحصاء والدراسات الاقتصادية سنة 2009 م. وترأس Pascal Delforge البلدية خلال فترة (2008-2014).